# Emmy von Bomsdorff-Leibing
Emmy Olga vom Bomsdorff-Leibing (* 16. März 1886 in Leipzig als Emmy Leibing; † nach 1936 und vor 1977) war eine deutsche Schriftstellerin.

## Leben
Sie war die Tochter des Leipziger Verlagsbuchhändlers Theodor Leibing und dessen Ehefrau Elisabeth geborene Jacobi. Ihr Vater war aus Posen nach Leipzig gezogen. Nach dem Besuch der Höheren Töchterschule absolvierte Emmy Leibing kaufmännische Kurse und nahm dramatische Studien in Leipzig vor. Anschließend unternahm sie ausgedehnte Bildungsreisen im In- und Ausland bis nach Amerika. Als Schriftstellerin hatte sie sich auf Frauenfragen spezialisiert.
Sie war Mitglied des Reichsverbandes deutscher Journalisten und Schriftsteller in Frankfurt am Main sowie im Opferring Freiheitsbund und im Deutschen Frauenbund.

## Familie
Emmy von Bomsdorff heiratete den 10 Jahre älteren Opernsänger und Theaterdirektor Herbert von Bomsdorff-Bergen. Die Ehe wurde geschieden, woraufhin ihr früherer Ehemann zwei weitere Ehen einging. Ihr gemeinsamer Sohn Hans Egon wurde 1906 in Köln am Rhein geboren.

## Schriften (Auswahl)
- Deutscher Heldengeist im Weltkrieg. Gedichte, Leipzig 1916.
- Kriegsdichtungen aus dem Sachsenlande 1914, Leipzig 1917.
- Zwischen Deutschland und Amerika. Roman, Leipzig o. J. [1917].
- In Verblendung. Roman. Leipzig o. J. [1917].
- Masken des Lebens von Emmy von Bomsdorff-Leibing, Erdgeist, Leipzig 1920.
- Odd Fellow-Gedanken. Leipzig o. J. [1923].
- Freundschaft, Liebe und Wahrheit. Das Motto des Odd-Fellow-Ordens, Leipzig o. J. [1923].
- Die Wunderblume. Kindermärchen in 3 Akten. G. Danner, Mühlhausen i. Th. o. J. [1927].
- Schubertiade. Heiterer Einakter aus Franz Schuberts Leben (= Sonderbeilage zur Festnummer zum Besuche des Wiener Schubert-Bundes und zur Einweihung des Schubert-Denkmals in Leipzig). [Leipzig], o. J. [1929].
- Muttertag. Eine Sammlung von Widmungen (=	Höflings Festspiele, Nr. 5429), München 1936.

## Nachlass
Ihr schriftstellerischer Nachlass befindet sich im Deutschen Literaturarchiv Marbach am Neckar.